# Manuel Ortega (cantante)
Manuel Ortega, pseudonimo di Manuel Hanke (Steyregg, 8 aprile 1980), è un cantante austriaco.
Ha rappresentato l'Austria all'Eurovision Song Contest 2002 con il brano Say a Word.

## Biografia
Austriaco di padre e spagnolo di madre, Manuel Ortega si è avvicinato alla musica sin da piccolo, cantando un coro ed entrando a far parte, da adolescente, della boy band BAFF.
Il 1º marzo 2002 ha partecipato a Song.Null.Zwei, il processo di selezione del rappresentante eurovisivo austriaco, cantando il suo singolo di debutto Say a Word e venendo eletto vincitore. All'Eurovision Song Contest 2002, che si è tenuto il successivo 25 maggio a Tallinn, si è piazzato al 18º posto su 24 partecipanti con 26 punti totalizzati, di cui 12 dalla Turchia, dove è risultato il preferito dalla giuria.
Say a Word ha ottenuto successo commerciale in Austria, raggiungendo l'11ª posizione della classifica dei singoli e anticipando l'album Any Kind of Love, che è arrivato 7º in classifica. Il secondo album del cantante, Angekommen, uscito nel 2006, ha anch'esso raggiunto la 7ª posizione in classifica.

## Discografia

### Album
- 2002 - Any Kind of Love
- 2006 - Angekommen
- 2012 - Niemals zu spät

### Album dal vivo
- 2003 - Love, Live, Fly

### Raccolte
- 2006 - Best of Manuel Ortega

### Singoli
- 2002 - Say a Word
- 2002 - Upside Down
- 2003 - Fed Up With...
- 2003 - End of Time
- 2003 - Swimming In Deep Waters
- 2006 - Viertel nach Elf
- 2010 - Nur Du
- 2011 - Herzschlag
- 2013 - Genial
- 2013 - Ich lieb dich (ist doch klar)
- 2018 - I Kumm
- 2019 - Er Fischt